# Akins (Oklahoma)
Akins es un lugar designado por el censo ubicado en el condado de Sequoyah  en el estado estadounidense de Oklahoma. En el año 2010 tenía una población de 493 habitantes y una densidad poblacional de 14,05 personas por km².

## Geografía
Akins se encuentra ubicado en las coordenadas 35°30′27″N 94°40′7″O / 35.50750, -94.66861 (35.507392, -94.668642). Según la Oficina del Censo de los Estados Unidos, Akins tiene una superficie total de 13,6 mi² (35,2 km²), de la cual 13,6 mi² (35,2 km²) corresponden a tierra firme y 0 mi² (0 km²) es agua.

## Demografía
Según la Oficina del Censo en 2000 los ingresos medios por hogar en la localidad eran de $28,750 y los ingresos medios por familia eran $27,143. Los hombres tenían unos ingresos medios de $22,083 frente a los $16,750 para las mujeres. La renta per cápita para la localidad era de $11,996. Alrededor del 20.6% de la población estaban por debajo del umbral de pobreza.